# جون جونگ-ها
جون جونگ-ها (انگلیسی: Jeon Jong-ha؛ زادهٔ ۲۸ فوریهٔ ۱۹۷۳) بازیکن هاکی روی چمن اهل کره جنوبی است.
از افتخارات وی میتوان به کسب مدال نقره در بازی‌های المپیک تابستانی ۲۰۰۰ اشاره کرد.